# Засельська волость
Засельська волость — історична адміністративно-територіальна одиниця Херсонського повіту Херсонської губернії.
Станом на 1886 рік складалася з 10 поселень, 7 сільської громади. Населення — 7498 осіб (3820 чоловічої статі та 3678 — жіночої), 1388 дворових господарства.
|                     | Площа, десятин | У тому числі орної, дес. |
| ------------------- | -------------- | ------------------------ |
| Сільських громад    | 46246          | 17330                    |
| Приватної власності | 3014           | 2700                     |
| Казенної власності  | 2              | —                        |
| Іншої власності     | 480            | 445                      |
| Загалом             | 50742          | 21475                    |

Найбільше поселення волості:
- Засілля — село при ставках за 50 верст від повітового міста, 1819 осіб, 335 дворів, православна церква, земська станція, 2 лавки.
- Дар-Олександрівка — село при ставках, 280 осіб, 51 двір, 2 лавки.
- Ново-Олександрівка — село при ставках, 1307 осіб, 253 двори, молитовний будинок, школа, 2 лавки.
- Ново-Петрівка — село при ставках, 560 осіб, 129 дворів, лавка.
- Снигірівка — село при річці Інгулець, 1254 осіб, 218 дворів, православна церква, школа, земська станція, 2 лавки, 3 ярмарки.
- Явкіне — село при ставках, 2181 особа, 310 дворів, православна церква, школа, земська станція, 2 лавки.